# Шаброль, Клод
Клод Шабро́ль (фр. Claude Chabrol [klod ʃaˈbʁɔl]; 24 июня 1930, Сардан — 12 сентября 2010, Париж) — французский кинорежиссёр, один из ведущих представителей французской новой волны, добившийся широкого признания в конце 1950-х годов. Как и его коллеги и современники Жан-Люк Годар, Франсуа Трюффо, Эрик Ромер и Жак Риветт, Шаброль работал критиком во влиятельном журнале о кино Cahiers du cinéma, после чего начал карьеру кинорежиссёра.
Первым фильмом Шаброля был «Красавчик Серж», в котором заметно влияние Альфреда Хичкока. «Красавчик Серж» — провинциальная драма, которая снималась в том самом городке, где Шаброль провёл своё детство, стала фактически манифестом, провозгласившим рождение «Новой волны». Триллеры стали фирменным жанром Шаброля, его подход обычно характеризуется как сдержанная беспристрастность. Особенно очевидно это в фильмах «Лани», «Неверная жена» и «Мясник», во всех этих картинах главные роли исполнила его тогдашняя жена Стефан Одран.
Иногда называемый представителем «мейнстрима» в рамках новой волны, Шаброль оставался плодотворным и популярным режиссёром на протяжении всей своей полувековой карьеры.
Сам Шаброль в интервью говорил о большом количестве снятых им фильмов и методах работы так: «У меня нет болезненного стремления к совершенству. Я к нему вообще не стремлюсь. Я говорю себе: если я не могу снять шедевр, надо попытаться хотя бы просто снять фильм. Поэтому я схож с авторами, которые были особенно плодовиты, такими как Сименон или Бальзак. Но я себя с ними совершенно не сравниваю, у меня нет таких претензий».
В 1978 году он снял Изабель Юппер в главной роли в фильме «Виолетта Нозьер». На волне этой удачи пара продолжила сотрудничество в таких успешных фильмах, как «Мадам Бовари» и «Церемония». Кинокритик Джон Расселл Тейлор утверждал, что «есть немного режиссёров, чьи фильмы сложнее объяснить или описать на бумаге, хотя бы по той причине, насколько большое значение для Шаброля играет наслаждение кино как таковым…Некоторые из его фильмов — это как будто частные анекдоты, созданные специально для того, чтобы позабавить самого себя». Джеймс Монако назвал Шаброля «настоящим мастером новой волны, а его вариации на эту тему дают нам понимание ясности и точности языка кино, чего мы не получаем из более разнообразных экспериментов в этой области Трюффо и Годара».

## Биография

### 1930—1957 гг.: Молодые годы и карьера журналиста
Клод Анри Жан Шаброль родился 24 июня 1930 года в Сардане, Франция, сельской коммуне в 250 километрах к югу от Парижа. Шаброль говорил, что всегда ощущал себя сельским жителем и никогда не чувствовал себя парижанином. Его отец и дед были фармацевтами, и предполагалось, что он продолжит семейное дело. Но ещё ребёнком Шаброля «поглотил демон кино», и с 12 до 14 лет в Сардане он постоянно бегал в сарай, в котором располагался киноклуб. В этот период у него возникла страсть к триллеру, детективу и другим жанрам массовой культуры.
После Второй мировой войны Шаброль переехал в Париж, чтобы изучать фармакологию и литературу в Сорбонне, где получил степень лицензиата. В некоторых биографиях указывается, что он некоторое время изучал право и политические науки в Свободной школе политических наук. В Париже Шаброль вошёл в круг любителей кино. Он посещал Французскую синематеку Анри Ланглуа и Киноклуб в Латинском квартале, где познакомился с Эриком Ромером, Жаком Риветтом, Жаном-Люком Годаром, Франсуа Трюффо и другими будущими журналистами Cahiers du cinéma, ставшими впоследствии ведущими режиссёрами Французской новой волны. После завершения учёбы Шаброль прошёл обязательную военную службу во французских медицинских войсках в Германии, дослужившись до сержанта. Он утверждал, что во время службы в армии работал киномехаником. После увольнения Шаброль вернулся в качестве штатного автора в Cahiers du cinéma, который в то время бросил вызов французским фильмам и стал продвигать концепцию авторского кино. В качестве кинокритика Шаброль выступал за реализм в морали и эстетике, а также глубинную мизансцену, что, по его словам, «сближает зрителя с создаваемым образом» и способствует «более активному внутреннему участию зрителя и более позитивному отношению с его стороны к происходящему действию» В этот период он также писал статьи в журнал «Артс». К числу наиболее известных статей Шаброля относятся исследование на тему жанрового кино «Маленькие темы», а также «Эволюция детективных фильмов».
В 1955 году Шаброль некоторое время работал в рекламном отделе французского офиса кинокомпании «XX век Фокс», где его охарактеризовали как «худшего пресс-атташе, которого они когда-либо видели». Он был заменён на Жана-Люка Годара, который, по их словам, оказался ещё хуже. В 1956 году Шаброль участвовал в финансировании короткометражного фильма Жака Риветта «Шах и мат», а в 1958 году помог финансировать короткометражный фильм Эрика Ромера «Вероника и лентяй». В отличие от своих будущих партнёров по Новой волне, он не снял ни одного короткометражного фильма и никогда не работал ассистентом у других режиссёров. В 1957 году Шаброль и Ромер совместно написали эссе «Хичкок», в котором исследовали творчество режиссёра Альфреда Хичкока вплоть до фильма «Не тот человек». Шаброль говорил, что Ромер внёс больший вклад в книгу, а он главным образом работал над разделами, посвящёнными ранним британским фильмам Хичкока, а также картинам «Дурная слава», «Страх сцены» и «Ребекка». В 1954 году Шаброль вместе с Франсуа Трюффо брал интервью у Хичкока на съёмочной площадке фильма «Поймать вора», где произошёл известный случай, когда они от восхищения перед мастером наступили в бак с водой. Многие годы спустя, когда Шаброль и Трюффо уже стали успешными режиссёрами, Хичкок сказал Трюффо, что всегда думал о них, когда смотрел на «кубики льда в стакане виски».

### 1957—1967 гг.: Начало кинокарьеры
Наиболее плодовитый среди основных режиссёров Новой волны, Шаброль снимал примерно по одному фильму в год, начиная с 1958 года и вплоть до своей смерти. Его самые ранние фильмы (приблизительно с 1958 по 1963 год) обычно относят к Новой волне, их отличает характерный для этого направления экспериментальный подход. Более поздние из его фильмов начального периода обычно характеризуются как сознательно коммерческие и значительно менее экспериментальные. В середине 1960-х годов Шабролю было трудно получить финансирование для своих фильмов, и потому он снял серию коммерческой «халтуры» и пародий на шпионские фильмы, чего никогда не делал ни один другой режиссёр Новой волны.

#### Фильмы Новой волны
В 1952 году Шаброль женился на Аньес Гуте, а в 1957 году его жена получила в наследство большую сумму денег. В декабре того же года на эти деньги Шаброль поставил свой дебютный фильм «Красавчик Серж». Шаброль снимал его в течение трёх месяцев в своём родном городке Сардан с небольшой киногруппой и малоизвестными актёрами. Бюджет фильма составил 85 тысяч долларов. Главные роли двух школьных приятелей исполнили Жан-Клод Бриали (Франсуа) и Жерар Блен (Серж). Только что закончивший медицинскую школу Франсуа возвращается в родной Сардан, где видит, что его друг Серж стал алкоголиком после того, у него родился мертворождённый ребёнок. Несмотря на туберкулёз, Франсуа тащит Сержа сквозь снежную бурю, чтобы тот смог присутствовать при рождении своего второго ребёнка, давая таким образом Сержу смысл жить, и одновременно убивая самого себя. «Красавчик Серж» считается первым фильмом движения Французской новой волны, которое достигнет своего пика в 1959—1962 годах. Шаброль был первым среди своих друзей, кому удалось снять полнометражный фильм (хотя Жак Риветт в том же году начал снимать картину «Париж принадлежит нам»). «Красавчик Серж» мгновенно получил восхищённые отзывы критики и коммерческий успех. Фильм завоевал Гран-при кинофестиваля в Локарно и Приз Жана Виго. Критики обратили внимание на сходство приёмов Шаброля с фильмами Хичкока, в частности, на мотивы повторения ситуаций и событий, а также «католического переноса вины», о чём Шаброль много писал в книге о режиссёре годом ранее. Шаброль утверждал, что сделал этот фильм как «прощание с католицизмом», многие критики отмечали, что его первый фильм сильно отличается от всех его последующих работ.
Вслед за первым успехом Шаброль сразу же снял фильм «Кузены» в 1958 году. Фильм как бы возвращает зрителя к «Красавчику Сержу» и во многих смыслах дополняет его. В частности, ответственный студент Бриали из первого фильма на этот раз стал декадентствующим плейбоем Полем, а беспечный Блен стал работящим студентом-юристом Шарлем. Шарль приезжает из провинции в Париж с целью продолжить образование в университете, поселяясь в квартире со своим гулякой-кузеном Полем. Это был первый из многих фильмов Шаброля, в которых персонажей звали Поль и Шарль, в более поздних его фильмах героиню часто звали Элен. Ещё более, чем в первом фильме, в картине «Кузены» проявились многие черты, которые в дальнейшем будут рассматриваться как «шабролевские», среди них заметное влияние Хичкока, критическое изображение французского буржуазного класса, показ персонажей с неоднозначными мотивами и почти обязательное убийство. Это был также первый фильм Шаброля, сценарий которого он написал со своим многолетним партнёром Полем Жегоффом, о котором Шаброль однажды сказал «когда мне нужна жестокость, я иду на поиски Жегоффа. Поль очень хорош в придании задора, в оживлении… Он может сделать персонаж абсолютно смешным и буквально через две секунды — вызывающим ненависть» «Кузены» также добился коммерческого успеха во Франции и завоевал Золотого медведя на девятом Берлинском международном кинофестивале.
На прибыль от первых двух фильмов Шаброль создал продюсерскую компанию AJYM и начал финансировать фильмы многих своих друзей. AJYN помогла профинансировать первый полнометражный фильм Эрика Ромера «Знак Льва», частично профинансировала фильм Риветта «Париж принадлежит нам», и фильмы Филиппа де Брока «Любовные игры» и «Весельчак». Он также передал неиспользованную плёнку, оставшуюся после съёмок «Кузенов» Риветту для завершения работы над фильмом «Париж принадлежит нам». Шаброль был также техническим ассистентом Жана-Люка Годара на съёмках его дебютного полнометражного фильма «На последнем дыхании» и сыграл небольшие роли в фильмах многих своих друзей, а также в своих собственных ранних фильмах. За его помощь многим коллегам в начале их карьеры Шаброля часто называли «крёстным отцом Французской новой волны», хотя некоторые исследования не замечают его вклад и вообще не считают Шаброля заметной фигурой Новой волны.
После двух коммерческих удач подряд весной 1959 года Шаброль получил большой бюджет для съёмок своего первого цветного фильма «Двойной поворот ключа». Главные роли двух социальных аутсайдеров, пытающихся проникнуть во французскую буржуазную среду, сыграли Жан-Поль Бельмондо и Антонелла Луалди. Шаброль написал сценарий вместе с Полем Жегоффом по роману Стенли Эллина. Фильм известен своим эдиповым сексуальным треугольником и изощрённым планом убийства. Съёмки велись в Экс-ан-Провансе оператором Анри Декэ частично ручной камерой, что не было характерно для Шаброля, хотя этот приём активно использовался тогда во многих фильмах Новой волны. Фильм разочаровал как в прокате, так и критиков, в частности, Рой Армс критиковал его «за недостаточность чувств Шаброля по отношению к его героям и любовь к переигрыванию».
В 1960 году Шаброль снял то, что многие критики считают его лучшим фильмом — «Милашки». В фильме снялись Бернадетт Лафон, Клотильд Жоано, Стефан Одран и Люсиль Сен-Симон в ролях четырёх парижских продавщиц магазинчика промтоваров, каждая из которых мечтает сбежать от своей заурядной жизни, с различными последствиями для каждой из девушек. Большинство критиков высоко оценили фильм, в частности, Робин Вуд и Джеймс Монако. Однако некоторые левые критики, недовольные тем, как Шаброль показал рабочих, обвиняли его в том, что он насмехается над их образом жизни. Фильм стал ещё одним кассовым разочарованием для Шаброля.
За ним последовали ещё два финансово неудачных фильма, которые Шаброль, по его собственному признанию, делал чисто по «коммерческим причинам». «Ухажёры» был сделан в 1960 году, и сам Шаброль его ненавидел. «Око лукавого», который снимался в Мюнхене и вышел в 1961 году, получил более позитивные отзывы. В центре внимания этой картины была зависть, которую молодой журналист испытывает к успешному писателю. Из зависти он сначала пытается соблазнить его красавицу-жену, а затем провоцирует писателя на её убийство, разрушая их счастливую семейную жизнь. Критики указывали, что фильмы, которые Шаброль ставил по собственному сценарию без участия Жегоффа, были значительно более сострадательными и реалистичными, чем те, что он делал с Жегоффом. Хотя Стефан Одран появлялась в нескольких фильмах Шаброля и ранее в ролях второго плана, в «Око лукавого» она впервые сыграла у него главную женскую роль. В 1964 году они поженились и работали вместе вплоть до конца 1970-х годов.
В 1962 году Шаброль поставил «Офелию», свободную интерпретацию на тему «Гамлета», которая вновь стала кассовым разочарованием. Об этой картине Шаброль как-то сказал: «Я недавно пересмотрел „Офелию“, и она по-прежнему осталась отвратительной». Чуть позже в том же году скромного успеха добился фильм «Ландрю», сценарий которого был написан Франсуазой Саган, а главные роли сыграли Шарль Деннер, Мишель Морган, Даниель Дарье и Хильдегард Кнеф. В фильме рассказана история знаменитого французского серийного убийцы Анри Дезире Ландрю, в своё время вдохновившая Чарли Чаплина на создание фильма «Месье Верду».

#### Творческий спад
С 1964 по 1967 год Шаброль снял шесть фильмов, большинство из которых стали катастрофой как по мнению критики, так и в прокате, и этот период считается худшим в его карьере. Четыре фильма были сняты в популярном в то время жанре шпионских пародий, среди них «Тигр любит свежее мясо» и «Тигр душится динамитом». Шаброль говорил: «Я люблю дойти до абсолютной границы принципов… В такой чепухе и чуши, как серия про Тигра, я действительно хотел достичь полной чуши. Это чушь, хорошо, давайте погрузимся в неё по самую шею». В 1965 году вышла ещё одна шпионская пародия «Мари Шанталь против доктора Ха», а в 1967 году — «Дорога в Коринф», которые отличались от фильмов про Тигра в лучшую сторону только благодаря тому, что главные роли в них исполнили две харизматичные красавицы — Мари Лафоре и Джин Сиберг соответственно. Несколько более удачным был классический детектив «Скандал», построенный вокруг убийств, связанных с семьёй владельцев популярной марки шампанского. Главные роли в картине исполнили Энтони Перкинс и Морис Роне, удостоенный за игру в этом фильме приза как лучший актёр на Международном кинофестивале в Сан-Себастьяне. Наиболее удачной работой Шаброля этого периода стал фильм «Демаркационная линия» с участием Джин Сиберг и Мориса Роне. В этой военной драме режиссёр показал весьма неоднозначную картину французской провинции в период немецкой оккупации, где простые французы были представлены не только борцами сопротивления, но и равнодушными мещанами, корыстными коллаборационистами и даже предателями. В 1965 году Шаброль также внёс вклад в коллективный фильм режиссёров Новой волны «Париж глазами…» своим эпизодом «Псарня». Шаброль и Стефан Одран исполнили в нём главные роли пары среднего возраста, пытающейся справиться со своей бунтующей дочерью-подростком.

### 1968—1978 гг.: Фильмы «Золотого периода»
В 1968 году Шаброль начал работать с кинопродюсером Андре Женове, создав серию высоко оценённых критикой фильмов, этот период в его творчестве позднее был назван «золотым». Действие этих фильмов практически всегда происходило в буржуазной среде, а сюжет так или иначе строился вокруг убийства или убийств. В отличие от его ранних фильмов, главными действующими лицами здесь были люди среднего возраста. В этот период Шаброль часто работал с одними и теми же людьми, среди них актёры Стефан Одран и Мишель Буке, кинооператор Жан Рабье, монтажёр Жак Гайар, звукотехник Ги Шишиньо, композитор Пьер Жансен, художник Ги Литтайе, а также продюсер Женове и сценарист Поль Жегофф.
В 1968 году Шаброль создал один из своих наиболее высоко оценённых критикой фильмов «Лани». В этой картине обеспеченная доминирующая бисексуалка Фредерик (Стефан Одран) находит себе молодую партнёршу в лице бисексуальной уличной художницы Вай (Жаклин Сассар), а затем у обеих начинается роман с молодым архитектором Полем (Жан-Луи Трентиньян). В финале картины Вай убивает Фредерик, однако так и остаётся не ясно, убила ли она её как любовницу за измену, или убила её как соперницу, с которой изменял ей любовник. Критика высоко оценила фильм, который также имел и большой кассовый успех. За работу в этом фильме Одран как лучшая актриса была удостоена приза Серебряный медведь Берлинского международного кинофестиваля.
Вслед за ним последовала не менее успешная картина «Неверная жена», в которой муж Шарль (Мишель Буке) из ревности, в состоянии аффекта убивает любовника своей жены Элен (Стефан Одран). Особенность интриги заключается в том, что Шарль, зная про любовника Элен, ни разу не сказал об этом ни ей, ни кому-либо другому, а Элен, узнав, что Шарль знает и даже, вероятно, убил её любовника, также не говорит об этом ни мужу, ни кому-либо другому, включая полицию.
Последним фильмом Шаброля 1960-х годов стал «Пусть зверь умрёт», вышедший в 1969 году. В этом фильме Шарль (Мишель Дюшоссуа) из мести решает найти и убить Поля (Жан Янн), после того, как Поль на автомобиле случайно сбил насмерть его сына и скрылся с места преступления. Однако финал фильма оставлен умышленно неоднозначным, по словам самого Шаброля, «вы никогда не увидите Шарля, убивающим Поля. Никогда». Особое восхищение критиков вызвала съёмка французского пейзажа в этом фильме.
В 1970 году Шаброль поставил одну из своих лучших работ — криминально-психологический триллер «Мясник». Жан Янн исполнил в этом фильме роль доброго простоватого мясника Пополя, психика которого непоправимо разрушена пятнадцатилетним участием в колониальных войнах и несчастной любовью к фригидной красавице, директрисе местной школы Элен (Стефан Одран). Пополь начинает убивать невинных девушек, Элен догадывается об этом, но не говорит об этом ни Пополю, ни полиции, а Пополь в свою очередь догадывается, что Элен обо всём знает. Действие фильма происходит в провинции Перигор, оператор показывает удивительную красоту французской природы, а также расположенную там знаменитую кроманьонскую пещеру с наскальными росписями. Французская газета «Фигаро» назвала эту картину «лучшим французским фильмом после освобождения». За работу в этом фильме в 1970 году Стефан Одран была удостоена приза лучшей актрисе на Международном кинофестивале в Сан-Себастьяне, а в 1973 году была номинирована на премию БАФТА.
Криминальный триллер 1970 года «Разрыв» с участием Одран, Буке и Жана-Пьера Касселя, посвящённый борьбе простой женщины за своего сына с его могущественным дедом-миллионером, стал основой для ещё одного критического высказывания режиссёра на тему нравов французской буржуазии.
В драме 1971 года «Перед тем, как опустится ночь» руководитель успешного рекламного агентства Шарль (Мишель Буке) случайно убивает свою любовницу, которая одновременно является женой его лучшего друга. Не в силах справиться с чувством вины, Шарль сознаётся в незаконной связи и в убийстве сначала собственной жене (Стефан Одран), а затем и мужу убитой и своему другу (Франсуа Перье). Он ожидает гнева и осуждения с их стороны, однако вместо этого получает только сочувствие и прощение, что не приносит ему облегчения.
Следующий фильм Шаброля «Чудовищная декада» был довольно обычным детективом, поставленным по роману американского автора Эллери Куинна. Несмотря на участие в картине таких звёзд, как Орсон Уэллс, Энтони Перкинс и Мишель Пикколи, критика приняла фильм весьма прохладно. Такой же приём ожидал и следующую картину Шаброля, комедию «Доктор Пополь» с Жаном-Полем Бельмондо и Мией Фэрроу в главных ролях. Критики сравнивали этот фильм в неблагоприятном свете с его более ранней картиной «Ландрю». Критик Жак Силье сказал, что «новаторство» «Доктора Пополя» заключается в импровизации при изложении криминальной истории".
В 1973 году Шаброль поставил криминально-психологический триллер «Кровавая свадьба», в котором впервые затронул политические проблемы. Любовники — жена мэра небольшого городка (Стефан Одран) и вице-мэр этого городка (Мишель Пикколи) — по сугубо личным мотивам осуществляют убийство коррумпированного правого мэра этого городка. К удивлению пары Президент Франции лично даёт указание комиссару полиции признать смерть мэра несчастным случаем, что наводит на мысли о возможной политической заинтересованности в его смерти. Весной 1973 года французское правительство запретило фильм на один месяц, предположительно, чтобы он не мог повлиять на решение присяжных по одному скандальному криминальному процессу.
Шаброль продолжил разработку политической темы с фильмом «Нада», в котором группа молодых анархистов похищает американского посла. Пьющих бестолковых террористов волнует не столько достижение их политических целей, сколько возможность прославиться. А жестокость, с которой полиция расправляется с террористами, ни в чём не уступает жестокости самих террористов. Это был первый фильм Шаброля после «Красавчика Сержа», действие которого происходит не в буржуазной среде.
В 1975 году Шаброль вернулся в привычную буржуазную среду с картиной «Вечеринка удовольствий», трагедией счастливой и обеспеченной семьи, вызванной неконтролируемой ревностью мужа. Главную роль в картине сыграл постоянный партнёр Шаброля, сценарист Поль Жегофф, его жену — реальная первая жена Жегоффа Даниель (с которой он к тому времени был уже разведён), а дочь — его реальная дочь Клеманс. Фильм получил плохие отзывы критики, в частности, Ричард Руд назвал его «довольно интересно отвратительным».
Шаброль завершил свой «Золотой период» в 1978 году одним из своих самых восхитительных и самых спорных фильмов «Виолетта Нозьёр». Действие картины происходит в 1930-е годы. Девушка из парижской респектабельной семьи (Изабель Юппер), по ночам в тайне от родителей занимаясь проституцией, подхватывает сифилис. Она утверждает, что получила болезнь по наследству от родителей, заставляет их принимать вместе с собой таблетки, а затем даёт им яд. Фильм вызвал споры во Франции, но получил широкое признание за рубежом. За работу в этом фильме Шаброль получил главный приз кинофестиваля в Чикаго, Юппер — приз лучшей актрисе Каннского кинофестиваля, и Одран — премию Сезар как лучшая актриса второго плана.

## 1979—2009: Последующие работы

### 1979—1990 годы: период творческого спада
В 1980-е годы Шаброль поставил восемь фильмов, шесть из которых были детективами. Психологический триллер «Призраки шляпника» о маньяке под личиной добропорядочного горожанина, поставленный по роману Жоржа Сименона с Мишелем Серро и Шарлем Азнавуром в главных ролях, не вызывал особого интереса ни у критики, ни у публики. После переделанной из мини-сериала провальной военной драма «Чужая кровь» по роману Симоны де Бовуар с Джоди Фостер в главной роли Шаброль вернулся к жанру детектива и поставил две картины о расследованиях инспектора Лавардена — «Цыплёнок под уксусом» и «Инспектор Лаварден». Главное внимание в этих картинах было уделено не столько детективной интриге, сколько демонстрации лицемерной, аморальной и порочной сущности французских провинциальных буржуа, которую они тщательно скрывают под фасадом добропорядочности. Вокруг этой же тематики был построен сатирический детектив «Маски» с участием Филиппа Нуаре, включённый в конкурсную программу Берлинского международного кинофестиваля. Сюжетный криминально-психологический триллер «Крик совы» по роману Патриции Хайсмит принёс актрисе Матильде Май Сезар в категории Самая многообещающая актриса.
Драма «Женское дело» о женщине, зарабатывающей на жизнь нелегальными абортами в оккупированной немецкими войсками Франции во время Второй мировой войны, получила высокую оценку критиков. За этот фильм Шаброль был удостоен двух призов на Венецианском кинофестивале, номинации на Золотой глобус за лучший иностранный фильм и множества наград профессиональных киноорганизаций США. Сыгравшая главную роль в картине Изабель Юппер завоевала Кубок Вольпи как лучшая актриса на Венецианском кинофестивале. Шаброль, Юппер и Мари Трентиньян были также удостоены номинаций на премию Сезар. Фильм стал самой значительной творческой удачей Шаброля в 1980-е годы.
«Тихие дни в Клиши» по роману Генри Миллера стал полным провалом, также как и следующая картина Шаброля «Доктор М», ремейк немого авантюрного триллера Фрица Ланга 1922 года «Доктор Мабузе, игрок».

### 1991—2009 гг.: Умеренный подъём. Возврат к идеям 1970-х годов
В 1991 году вышел фильм «Мадам Бовари» по роману Гюстава Флобера с Изабель Юппер в главной роли. Картина была номинирована на Золотой глобус как лучший иностранный фильм и на Оскар за лучший дизайн костюмов, а также приняла участие в конкурсной программе Московского международного кинофестиваля, где Юппер завоевала Приз Серебряный Георгий как лучшая актриса.
Построенная в нехарактерном для Шаброля нелинейном стиле, психологическая драма «Бетти» по роману Жоржа Сименона с Мари Трентиньян и Стефан Одран в главных ролях, стала довольно интересным исследованием взаимоотношений двух женщин и морального падения одной из них. Фильм «Ад», поставленный по нереализованному сценарию Анри-Жоржа Клузо, с Эммануэль Беар и Франсуа Клюзе в главных ролях, развивает тему доходящей до безумия ревности, разрушающей благополучную буржуазную семью, вызывая ассоциации с такими картинами Шаброля 1970-х годов, как «Вечеринка удовольствий».
Наибольший успех у Шаброля в 1990-е годы выпал на криминально-психологическую драму «Церемония», которая воскрешала в памяти лучшие работы режиссёра 1970-х годов. Живущая в богатом загородном доме преуспевающая интеллектуальная семья нанимает безграмотную, но усердную служанку (Сандрин Боннер), в которой под влиянием её озлобленной подруги (Изабель Юппер) постепенно начинает развиваться классовая ненависть к своим работодателям, приводя к жестокому и бессмысленному убийству всей семьи. Фильм получил очень позитивные отзывы критики и успешно прошёл в прокате. Картина была включена в конкурсную программу Венецианского кинофестиваля, где Боннер и Юппер вместе получили Кубок Вольпи как лучшие актрисы. Картина также получила шесть номинаций на премию Сезар, а Юппер удостоилась Сезара как лучшая актриса в главной роли.
С криминальной авантюрной комедией «Ставки сделаны» с участием Мишеля Серро и Изабель Юппер Шаброль завоевал на Международном кинофестивале в Сан-Себастьяне призы Золотая раковина за лучший фильм и Серебряная раковина как лучший режиссёр, а Мишель Серро был удостоен премии Люмьер лучшему актёру. Криминально-психологическая драма «Среди лжи» с участием Жана Гамблена и Сандрин Боннер рассказывает о крушении общественного статуса и всей жизни преподавателя рисования, после того, как на него падает подозрение в убийстве его 10-летней ученицы. Крепкий, типично шабролевский фильм с интересными эпизодическими персонажами был включён в конкурсную программу Берлинского кинофестиваля.
Психологический триллер «Спасибо за шоколад» рассказывает о благопристойной владелице шоколадной империи (Изабель Юппер), в психике которой скрыто сложно объяснимое желание убивать близких ей людей. Хотя в фильме присутствует и детективная интрига, и саспенс, однако в центре внимания режиссёра находится прежде всего глубокий и многослойный анализ социальной среды, в которой сюжет развивается, и которая таит немало нераскрытых тайн. Во многом напоминая работы Шаброля «золотого периода», эта картина стала самой успешной его работой 2000-х годов. За эту картину Шаброль был номинирован на престижную кинопремию Луи Деллюка, а Юппер завоевала премию Люмьер как лучшая актриса.
Криминальная драма «Цветок зла» помимо исследования тайн французской буржуазной семьи дала интересный взгляд на систему организации политической власти во французской провинции. Эта картина с участием Бенуа Мажимеля и Натали Бай была включена в конкурсную программу Берлинского международного кинофестиваля. В увлекательном триллере «Подруга невесты» работящий добропорядочный Филипп (Бенуа Мажимель) знакомится на свадьбе своей сестры с её подругой Сентой (Лаура Смет). В результате страстного романа Сента настолько погружает его в свой мир извращённых фантазий, что Филипп постепенно теряет ощущение реальности и в итоге готов разделить с Сентой любые поступки, включая убийство человека. В конкурсной программе Берлинского международного кинофестиваля участвовал ещё один политический триллер Шаброля — «Комедия власти» о борьбе судебного следователя (Изабель Юппер) с эшелонированной системой коррупции во французском истеблишменте. Психологическая драма с элементами чёрной комедии «Девушка, разрезанная надвое», рассказывает о молодой телеведущей (Людивин Санье), влюблённой в пожилого женатого писателя с сексуальными комплексами, но выходящей замуж за молодого ревнивого наследника фармацевтической компании (Бенуа Мажимель). Эта картина принесла Шабролю специальный приз критики на Венецианском международном кинофестивале. Последним фильмом Шаброля стал детектив «Беллами». Главный герой картины, комиссар парижской полиции Поль Беллами (Жерар Депардьё) во время отпуска в городе Ним на южном берегу Франции расследует дело о гибели в автокатастрофе одного человека и исчезновении другого. Первый, как выяснилось, сознательно пошёл на самоубийство, угнав машину второго, а второй, который планировал убийство первого ради получения страховки его женой, в действительности просто не успел осуществить свой план. Сдавшись властям, он был оправдан. Как это часто бывало в фильмах Шаброля, на фоне детективного сюжета режиссёр даёт живописную панораму французского города и знакомит зрителя с чередой интересных персонажей.

## Личная жизнь
Шаброль был женат трижды.
В первом браке с Аньес Гуте, который продолжался с 1956 по 1964 год, у Шаброля родилось двое детей, в том числе сын, Матьё Шаброль (1956), который стал композитором и с начала 1980-х годов писал музыку к фильмам отца.
С 1964 по 1980 год Шаброль был женат на актрисе Стефан Одран. Она родила ему сына Тома Шаброля (1963), который впоследствии играл небольшие роли во многих фильмах отца. Шаброль говорил, что развёлся с Одран, «потому что она стала интересовать его больше как актриса, чем как жена».
Его третьей женой в 1981 году стала Орор Шаброль, которая с 1950-х годов работала сценарным редактором его картин. У них родился один ребёнок, а брак продолжался вплоть до смерти Шаброля.
Шаброль был известен как большой гурман. Говорят,[кто?] что он выбрал для съёмок «Чудовищной декады» Эльзас только потому, что хотел посетить местные рестораны и поближе познакомиться с кухней этого региона.
Часто подчёркивается, что Шаброль был большим поклонником Хичкока. Признавая влияние этого режиссёра, сам Шаброль говорил, что «другие повлияли на меня больше. Самое большое влияние на меня оказали Ф. В. Мурнау, великий режиссёр немого кино… Эрнст Любич и Фриц Ланг».
12 сентября 2010 года Клод Шаброль скончался в Париже на 81 году жизни. Похоронен на кладбище Пер Лашез в Париже.

## Режиссёрские работы
- 1959 — Красавчик Серж / Le Beau Serge
- 1959 — Кузены / Les Cousins
- 1959 — Двойной поворот ключа / A double tour
- 1960 — Милашки / Les Bonnes Femmes
- 1961 — Ухажёры / Les Godelureaux
- 1962 — Семь смертных грехов / Les Sept Péchés capitaux (эпизод «Скупость»)
- 1962 — Око лукавого / L'Œil du Malin
- 1963 — Офелия / Ophelia
- 1963 — Ландрю / Landru
- 1964 — Самые прекрасные мошенники на свете / Les Plus Belles Escroqueries du monde (эпизод «Человек, торговавший Эйфелевой башней»)
- 1964 — Тигр любит свежее мясо / Le Tigre aime la chair fraîche
- 1965 — Париж глазами… / Paris vu par… (эпизод «Глухая»)
- 1965 — Мари Шанталь против доктора Ха / Marie Chantal contre docteur Kha
- 1965 — Тигр душится динамитом / Le Tigre se parfume à la dynamite
- 1966 — Демаркационная линия / La Ligne de démarcation
- 1967 — Скандал / Le Scandale
- 1967 — Дорога в Коринф / La Route de Corinthe
- 1968 — Лани (Мерзавки) / Les Biches
- 1969 — Неверная жена / La Femme infidèle
- 1969 — Пусть зверь умрёт / Que la bête meure
- 1969 — Мясник / Le Boucher
- 1970 — Разрыв / La Rupture
- 1971 — Перед тем, как опустится ночь / Juste avant la nuit
- 1971 — Чудовищная декада / La Décade prodigieuse
- 1972 — Доктор Пополь / Docteur Popaul
- 1973 — Кровавая свадьба / Les Noces rouges
- 1974 — Нада / Nada
- 1975 — Вечеринка удовольствий / Une partie de plaisir
- 1975 — Невинные с грязными руками / Les Innocents aux mains sales
- 1976 — Кудесники / Les Magiciens
- 1976 — Буржуазные страсти / Folies bourgeoises
- 1977 — Алиса, или Последний побег / Alice ou la Dernière Fugue
- 1977 — Кровные узы / Les Liens de sang
- 1978 — Виолетта Нозьер / Violette Nozière
- 1979 — Конь гордыни / Le Cheval d’orgueil
- 1979 — Фантомас / Fantômas
- 1982 — Призраки шляпника / Les Fantômes du chapelier
- 1984 — Чужая кровь / Le Sang des autres
- 1985 — Назойливый полицейский (Цыплёнок под уксусом) / Poulet au vinaigre
- 1986 — Инспектор Лаварден / Inspecteur Lavardin
- 1987 — Маски / Masques
- 1987 — Крик совы / Le Cri du hibou
- 1988 — Женское дело / Une Affaire de femmes
- 1990 — Тихие дни в Клиши / Jours tranquilles à Clichy
- 1990 — Доктор М / Docteur M
- 1991 — Мадам Бовари / Madame Bovary
- 1992 — Бетти / Betty
- 1993 — Око Виши / L'Œil de Vichy (документальный фильм)
- 1994 — Ад / L’Enfer
- 1995 — Церемония / La Cérémonie
- 1997 — Ставки сделаны / Rien ne va plus
- 1999 — Среди лжи / Au cœur du mensonge
- 2000 — Спасибо за шоколад / Merci pour le chocolat
- 2002 — Цветок зла / La Fleur du mal
- 2004 — Подруга невесты / La Demoiselle d’honneur
- 2006 — Комедия власти / L’Ivresse du pouvoir
- 2007 — Девушка, разрезанная надвое / La fille coupée en deux
- 2007 — Новеллы Мопассана (телесериал 2007—2011 гг., новеллы «Ожерелье», «Бочонок») / Chez Maupassant (La Parure, Le Petit Fût)
- 2009 — Век Мопассана. Повести и рассказы XIX столетия (телесериал 2009—2010 гг., новеллы «Старик с улицы Батиньоль», «Заколдованное») / Au siècle de Maupassant: Contes et nouvelles du XIXème siècle (Le petit vieux des Batignolles, Le fauteuil hanté)
- 2009 — Беллами / Bellamy

## Награды и номинации

### Награды
| Год  | Фестиваль/Награждающий орган                             | Награда                                   | Фильм                       |
| ---- | -------------------------------------------------------- | ----------------------------------------- | --------------------------- |
| 1958 | Международный кинофестиваль в Локарно                    | Серебряный парус/Приз лучшему режиссёру   | Красавчик Серж              |
| 1959 | Приз Жана Виго                                           | Лучший фильм                              | Красавчик Серж              |
| 1959 | Берлинский международный кинофестиваль                   | Золотой медведь                           | Кузены                      |
| 1971 | Премия Бодил                                             | Лучший европейский фильм                  | Мясник                      |
| 1973 | Берлинский международный кинофестиваль                   | Приз ФИПРЕССИ                             | Кровавая свадьба            |
| 1982 | Фестиваль детективного кино Мистфест в Католике (Италия) | Лучший режиссёр                           | Призраки шляпника           |
| 1988 | Венецианский кинофестиваль                               | Белая трость/ Специальный приз критики    | Женское дело                |
| 1988 | Венецианский кинофестиваль                               | Золотой Киак/Специальный приз киножурнала | Женское дело                |
| 1989 | Ассоциация кинокритиков Лос-Анджелеса                    | Лучший иностранный фильм                  | Женское дело                |
| 1989 | Кинофестиваль в Боготе                                   | Лучший сценарий                           | Женское дело                |
| 1995 | Международный кинофестиваль в Торонто                    | Премия Метро Медиа                        | Церемония                   |
| 1996 | Ассоциация кинокритиков Лос-Анджелеса                    | Лучший иностранный фильм                  | Церемония                   |
| 1996 | Гильдия французских писателей и композиторов (SACD)      | Премия в области кино                     |                             |
| 1997 | Международный кинофестиваль в Сан-Себастьяне             | Золотая раковина/Лучший фильм             | Ставки сделаны              |
| 1997 | Международный кинофестиваль в Сан-Себастьяне             | Серебряная раковина/Лучший режиссёр       | Ставки сделаны              |
| 2000 | Приз Луи Деллюка                                         | Лучший фильм                              | Спасибо за шоколад          |
| 2003 | Европейская кинопремия                                   | За достижения на протяжении всей карьеры  |                             |
| 2007 | Венецианский кинофестиваль                               | Белая трость/ Специальный приз критики    | Девушка, разрезанная надвое |
| 2009 | Берлинский международный кинофестиваль                   | Камера Берлинале                          |                             |
| 2010 | Гильдия французских писателей и композиторов (SACD)      | Гран-при                                  |                             |

### Номинации и участие в кинофестивалях
| Год  | Фестиваль/Награждающий орган                                            | Достижение                                                                 | Фильм                 |
| ---- | ----------------------------------------------------------------------- | -------------------------------------------------------------------------- | --------------------- |
| 1959 | Венецианский кинофестиваль                                              | Участие в конкурсной программе                                             | Двойной поворот ключа |
| 1970 | Национальное общество кинокритиков США                                  | 3 место                                                                    | Неверная жена         |
| 1971 | Международный кинофестиваль в Таормине (Италия)                         | Участие в конкурсной программе                                             | Разрыв                |
| 1973 | Берлинский международный кинофестиваль                                  | Участие в конкурсной программе                                             | Кровавая свадьба      |
| 1978 | Международный кинофестиваль в Чикаго                                    | Участие в конкурсной программе                                             | Виолетта Нозьер       |
| 1978 | Каннский кинофестиваль                                                  | Участие в конкурсной программе                                             | Виолетта Нозьер       |
| 1983 | Фестиваль фантастического кино Фантаспорто в Порту (Португалия)         | Участие в конкурсной программе                                             | Призраки шляпника     |
| 1985 | Кинофестиваль детективного кино Мистфест в Католике (Италия)            | Участие в конкурсной программе                                             | Призраки шляпника     |
| 1985 | Кинофестиваль детективного кино Мистфест в Католике (Италия)            | Участие в конкурсной программе                                             | Цыплёнок под уксусом  |
| 1987 | Каннский кинофестиваль                                                  | Участие в конкурсной программе                                             | Цыплёнок под уксусом  |
| 1987 | Берлинский международный кинофестиваль                                  | Участие в конкурсной программе                                             | Маски                 |
| 1988 | Венецианский кинофестиваль                                              | Участие в конкурсной программе                                             | Женское дело          |
| 1989 | Премия Сезар                                                            | Номинация на премию лучшему режиссёру                                      | Женское дело          |
| 1991 | Московский международный кинофестиваль                                  | Участие в конкурсной программе                                             | Мадам Бовари          |
| 1996 | Премия Сезар                                                            | Номинации на премию за лучший фильм, лучшему режиссёру, за лучший сценарий | Церемония             |
| 1995 | Венецианский кинофестиваль                                              | Участие в конкурсной программе                                             | Церемония             |
| 1997 | Премия Саттелит Международной академии прессы (Лос-Анджелес)            | Номинация на лучший фильм на иностранном языке                             | Церемония             |
| 1998 | Фестиваль Американского института киноискусства AFIfest в Лос-Анджелесе | Участие в конкурсной программе                                             | Ставки сделаны        |
| 1999 | Берлинский международный кинофестиваль                                  | Участие в конкурсной программе                                             | Среди лжи             |
| 2000 | Монреальский всемирный кинофестиваль                                    | Участие в конкурсной программе                                             | Спасибо за шоколад    |
| 2001 | Национальный синдикат киножурналистов Италии                            | Номинация на премию лучшему зарубежному режиссёру                          | Спасибо за шоколад    |
| 2004 | Международный кинофестиваль в Генте                                     | Участие в конкурсной программе                                             | Подруга невесты       |
| 2004 | Премия Гойя                                                             | Номинация в категории Лучший европейский фильм                             | Цветок зла            |
| 2006 | Берлинский международный кинофестиваль                                  | Участие в конкурсной программе                                             | Комедия власти        |